# جیانلوکا مارزولو
جیانلوکا مارزولو (انگلیسی: Gianluca Marzullo؛ زادهٔ ۴ ژانویهٔ ۱۹۹۱) بازیکن فوتبال اهل آلمان است.
از باشگاه‌هایی که در آن بازی کرده‌است می‌توان به باشگاه فوتبال روت وایس اهلن، باشگاه فوتبال لوکوموتیو لایپزیگ، و باشگاه فوتبال آرمینیا بیله‌فلد اشاره کرد.